# Jazz Power
Il Jazz Power è stato un jazz club di Milano attivo per un breve periodo all'inizio degli anni settanta. Nacque come sala da concerto per ospitare concerti Jazz e l'organizzazione fu curata dallo scrittore e critico musicale Franco Fayenz.

## Storia

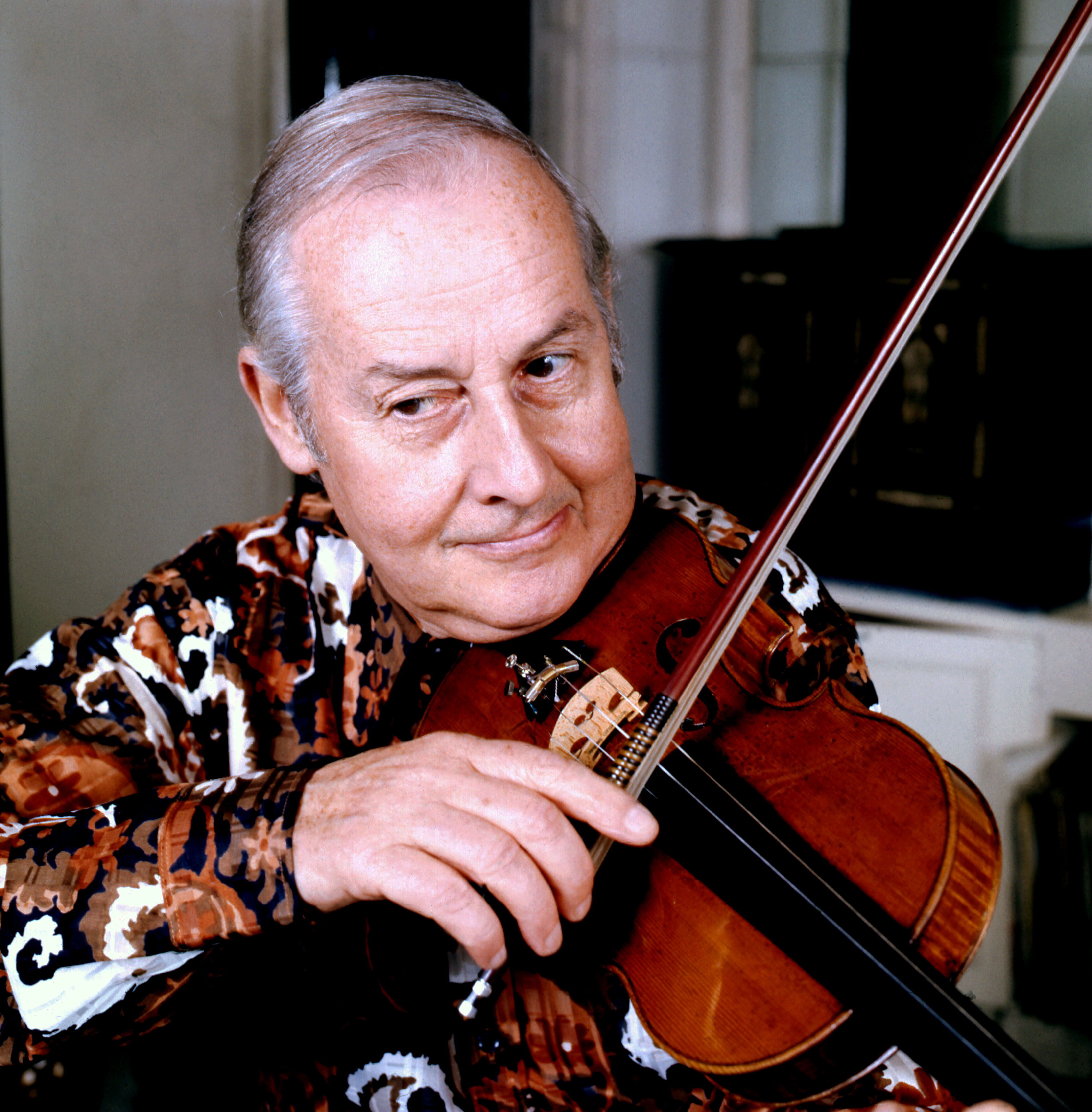
Stéphane Grappelli suonò per una settimana al Jazz Power nell'aprile 1973, accompagnato dal quintetto di Franco Cerri (foto di Allan Warren)

Ricordato come un locale storico di Milano, il jazz club si trovava in piazza Duomo, in via Ugo Foscolo al numero 1 sopra un famoso bar, quindi in zona centrale e con vincoli piuttosto stretti legati all'orario. In particolare non era possibile far musica oltre l'una di notte per non disturbare un vicino hotel, un problema che di fatto impedì ai musicisti ospiti di continuare a suonare, dopo il concerto ufficiale, in estemporanee jam session.
Franco Fayenz ne curò la gestione artistica sfruttando le sue conoscenze e la sua preparazione musicale e così, anche grazie a lui, il Jazz Power visse una breve ma intensa stagione durante la quale fu, secondo Gaetano Liguori, il locale più famoso a Milano, paragonabile al Blue Note di tempi più recenti. Roberto Del Piano ricorda come nel 1973 vi tennero concerti alcuni tra i jazzisti più affermati. Franco Cerri, in un'intervista a Repubblica del 17 agosto 2007, affermò che al Jazz Power "ci passavano i più bei nomi del jazz internazionale".
Secondo la rivista statunitense Billboard, "è stato il più importante jazz club in Italia".
La sua attività, iniziata solo due anni prima, si concluse all'inizio di ottobre del 1973. La sua terza stagione avrebbe dovuto aprirsi con il ritorno di Bill Evans, ma questa seconda tournée del pianista statunitense nel locale non ebbe mai luogo. Il gruppo dolciario che aveva permesso l'apertura di questo jazz club ritirò il suo appoggio economico, e il Jazz Power chiuse per sempre.

## Artisti che hanno suonato al Jazz Power

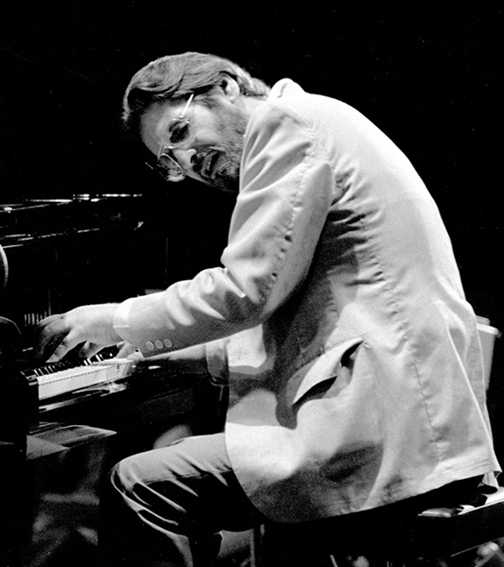
Bill Evans

- Aktuala
- Franco Ambrosetti
- Giorgio Azzolini[9]
- Giorgio Baiocco[10]
- Clifford Barbaro
- Gato Barbieri[11]
- Art Blakey con i Jazz Messengers
- Don Byas[12]
- Bovisa New Orleans Jazz Band
- Giorgio Buratti.[13][14][15]
- Franco Cerri[10]
- Kenny Clarke
- Bill Coleman[16]
- Gil Cuppini
- Nando De Luca[10]
- Tullio De Piscopo[10]
- Bill Evans[17][18]
- Art Farmer
- Maynard Ferguson
- Shirley Bunnie Foy
- Giorgio Gaslini
- Dexter Gordon
- Stéphane Grappelli[10][19]
- Hugo Heredia
- John Hicks
- Clint Houston
- Keith Jarrett
- Gaetano Liguori[20]
- Guido Manusardi[21]
- Glauco Masetti
- Guido Mazzon
- Filippo Monico
- Perigeo[22]
- Jean-Luc Ponty.[23]
- Pino Presti[10]
- Enrico Rava[24].[nota 1]
- Mario Rusca[25]
- Peter Schmidbauer
- Charles Tolliver
- Niels-Henning Ørsted Pedersen
- Mal Waldron
- Phil Woods[26]